# Le Succès
Pour plus de détails, voir Fiche technique et Distribution.
Le Succès (Il successo) est un film italien réalisé par Mauro Morassi et Dino Risi (non crédité), sorti en 1963.
Il est considéré comme une suite non officielle du film Le Fanfaron ( Il sorpasso) de Dino Risi, avec Vittorio Gassman et Jean-Louis Trintignant reprenant leurs rôles. Dino Risi a repris la réalisation à la moitié du film.

## Synopsis
Un fonctionnaire, Guilio, décide de faire fortune et y sacrifie sa femme Laura, son ami Sergio, et son propre bonheur.

## Fiche technique
Sauf indication contraire, les informations mentionnées dans cette section peuvent être confirmées par la base de données cinématographiques Unifrance,  présente dans la section « Liens externes ».
- Titre français : Le Succès[2]
- Titre original italien : Il successo
- Réalisation : Mauro Morassi et Dino Risi (non crédité)
- Scénario : Ettore Scola, Ruggero Maccari
- Photographie : Alessandro D'Eva
- Montage : Maurizio Lucidi
- Production : Mario Cecchi Gori
- Musique : Ennio Morricone
- Genre : Comédie
- Durée : 106 minutes
- Date de sortie : 
  - Italie : 2 octobre 1963
  - France : 25 mars 1966[2]
- Affiche : Macario Gómez Quibus (Espagne)

## Distribution
- Vittorio Gassman : Giulio Ceriani
- Anouk Aimée : Laura Ceriani
- Jean-Louis Trintignant : Sergio
- Cristina Gaioni : Maria
- Riccardo Garrone : Ex fiancé de Laura
- Filippo Scelzo : Berto
- Maria Grazia Spina : Diana
- Umberto D'Orsi
- Leopoldo Trieste : Grassi
- Thea Fleming (non créditée)